# Rivière Hogan
Pour les articles homonymes, voir Hogan.
La rivière Hogan est un affluent de la rivière Boisvert, coulant dans le territoire non organisé du Lac-Ashuapmushuan, dans la municipalité régionale de comté (MRC) du Domaine-du-Roy, dans la région administrative du Saguenay–Lac-Saint-Jean, au Québec, au Canada.
Cette rivière traverse successivement les cantons de Sarrasin et de Rinfret. La foresterie constitue la principale activité économique de cette vallée ; les activités récréotouristiques, en second.
La route forestière R1004 (se dirigeant vers le Nord-Est) qui se relie à la route 167 dessert la partie Nord-Ouest de la vallée de la rivière Boisvert et la partie Est de la vallée de la rivière Armitage. La route forestière R0210 (sens Nord-Sud) dessert la partie Est de la vallée de la rivière Boisvert et le Sud de la vallée de la rivière Hogan.

## Géographie
Les bassins versants voisins de la rivière Hogan sont :
- côté nord : rivière Chonard, rivière Nepton Nord, lac Waconichi, lac Mistassini ;
- côté est : rivière Chonard, rivière du Chef, rivière de l'Épervier, rivière de la Petite Meule ;
- côté sud : lac Boisvert, rivière de l'Épervier, lac Vimont, rivière Normandin, rivière Dobleau ;
- côté ouest : rivière Armitage, rivière Énard, lac Chibougamau.

La rivière Hogan prend naissance à l'embouchure du lac Hogan (longueur : 1,5 km ; altitude : 453 m) situé près de la limite Nord-Ouest du canton de Sarrasin.
Ce lac de tête est situé à 0,9 km au Sud-Ouest d’un sommet de montagne atteignant 560 m. L’embouchure de ce lac de tête est située à :
- 35,2 km au Sud-Est du lac Waconichi ;
- 40,4 km au Sud-Est de la Baie du Poste, au Sud du lac Mistassini ;
- 23,3 km au Nord-Est d’une baie du lac Chibougamau ;
- 48,8 km au Nord-Est du centre-ville de Chibougamau ;
- 11,7 km au Nord-Est de l’embouchure de la rivière Hogan ;
- 65,7 km au Nord de l’embouchure du lac Nicabau dont la partie Sud est traversée par la rivière Normandin ;
- 49,2 km au Nord-Est de l’embouchure de la rivière Boisvert (confluence avec le lac Charron).

À partir de l'embouchure du lac de tête, la rivière Hogan coule sur 18,0 km selon les segments suivants :
- 2,8 km vers le Sud-Ouest dans le canton de Sarrasin en traversant le lac Consol (longueur : 1,1 km ; altitude : 444 m), jusqu’à la limite Est du canton de Rinfret ;
- 2,4 km vers le Sud-Ouest dans le canton de Rinfret en traversant le lac des Sylvain (longueur : 2,1 km ; altitude : 432 m), jusqu’à son embouchure ;
- 6,5 km vers le Sud-Ouest en traversant le lac des Sylvain (longueur : 2,6 km ; altitude : 430 m) constitué par un élargissement de la rivière, jusqu’à la décharge du lac Nabos (venant du Sud) ;
- 6,3 km vers l’Ouest, en formant un grand S, jusqu’à l’embouchure de la rivière[2].

La rivière Hogan se déverse au fond d’une baie sur la rive Sud-Est du lac de l’Aiglon (longueur : 3,3 km ; altitude : 408 m) qui est traversé sur 3,3 km vers le Sud-Ouest par le courant de la rivière Boisvert. De là, le courant descend la rivière Boisvert et entre dans la réserve faunique Ashuapmushuan, jusqu’à la rive Nord du lac Charron que le courant traverse.
Puis, le courant traverse le Lac la Blanche sur 7,4 km, le Lac Jourdain sur 9,8 km et le lac Nicabau sur 9,7 km jusqu’au barrage à son embouchure. De là, le courant descend vers le Sud-Est la rivière Normandin sur 38,7 km, jusqu’à la rive Nord-Ouest du lac Ashuapmushuan. Puis, le courant emprunte le cours de la rivière Ashuapmushuan qui se déverse à Saint-Félicien sur la rive Ouest du lac Saint-Jean.
La confluence de la rivière Hogan avec le lac de l’Aiglon est située à :
- 37,6 km au Nord de l’embouchure de la rivière Boisvert ;
- 13,0 km d’une baie de la rive Est du lac Chibougamau ;
- 55,0 km au Nord de l’embouchure du lac Nicabau dont la partie Sud est traversée par la rivière Normandin ;
- 68,2 km au Nord-Ouest de l’embouchure de la rivière Normandin (confluence avec le lac Ashuapmushuan) ;
- 154,3 km au Nord-Ouest de l’embouchure de la rivière Ashuapmushuan (confluence avec le lac Saint-Jean).

## Toponymie
Le toponyme "rivière Hogan" a été officialisé le 28 mars 1972 à la Commission de toponymie du Québec.